# Naga (film)
Pour les articles homonymes, voir Naga.
Pour plus de détails, voir Fiche technique et Distribution.
Naga (ناقة, littéralement « chamelle ») est un film saoudien réalisé par Meshal Al Jaser, sorti en 2023.

## Synopsis
Sarah s'échappe du domicile familial pour un rendez-vous amoureux. Mais, au milieu des dunes, elle sera confrontée à une série d'événements désastreux et à une chamelle vengeresse.

## Fiche technique
- Titre : Naga
- Titre original : ناقة
- Réalisation : Meshal Al Jaser
- Scénario : Nawaf Alshubaili et Meshal Al Jaser
- Musique : Omar Fadel
- Photographie : Ibraheem Alshangeeti
- Montage : Meshal Al Jaser et Laith Majali
- Production : Fawziah Asiri (superviseur)
- Société de production : Movitaz Entertainment et Telfaz11
- Pays : Modèle:Saudi Arabia
- Genre : Drame et thriller
- Durée : 111 minutes
- Dates de sortie : 
  - Netflix : 7 décembre 2023

## Distribution
- Adwa Bader : Sarah
- Yazeed Almajyul
- Khalid Bin Shaddad : le père
- Amal Alharbi : la mère

## Accueil
Dennis Harvey pour Variety a trouvé le film rempli d'éléments marquants dans sa direction artistique, mais trop unilatéralement sophistiqué.